# Caraipa densifolia
Caraipa densifolia là một loài thực vật có hoa trong họ Calophyllaceae. Loài này được Mart. mô tả khoa học đầu tiên năm 1826.